# Temporada 1992-93 de los Orlando Magic
La temporada 1992-93 fue la cuarta de los Orlando Magic en la NBA. La temporada regular acabó con 41 victorias y 41 derrotas, ocupando el noveno puesto de la conferencia Este, no logrando clasificarse para los playoffs. Fue la primera temporada de Shaquille O'Neal en la NBA, elegido en el puesto número 1 del draft, jugador que muchas predicciones le daban como el próximo pívot dominante de la liga, como así acabó ocurriendo.

## Elecciones en elDraft
| Ronda | Puesto | Jugador          | Posición | Nacionalidad   | Universidad     |
| ----- | ------ | ---------------- | -------- | -------------- | --------------- |
| 1     | 1      | Shaquille O'Neal | Pívot    | Estados Unidos | Louisiana State |

## Temporada regular
| División Atlántico | División Atlántico | División Atlántico | División Atlántico | División Atlántico | División Atlántico | División Atlántico | División Atlántico | División Atlántico |
| Equipo             | G                  | P                  | %                  | PD                 | Casa               | Fuera              | Div                |                    |
| ------------------ | ------------------ | ------------------ | ------------------ | ------------------ | ------------------ | ------------------ | ------------------ | ------------------ |
| y-New York Knicks  | 60                 | 22                 | .732               | —                  | 37–4               | 23–18              | 23–5               |                    |
| x-Boston Celtics   | 48                 | 34                 | .585               | 12                 | 28–13              | 20–21              | 19–9               |                    |
| x-New Jersey Nets  | 43                 | 39                 | .524               | 17                 | 26–15              | 17–24              | 14–14              |                    |
| Orlando Magic      | 41                 | 41                 | .500               | 19                 | 27–14              | 14–27              | 15–13              |                    |
| Miami Heat         | 36                 | 46                 | .439               | 24                 | 26–15              | 10–31              | 9–19               |                    |
| Philadelphia 76ers | 26                 | 56                 | .317               | 34                 | 15–26              | 11–30              | 11–17              |                    |
| Washington Bullets | 22                 | 60                 | .268               | 38                 | 15–26              | 7–34               | 7–21               |                    |

## Estadísticas
| Rk | Jugador          | Edad | P  | PT | MP   | TC  | TCI  | %TC  | T3  | T3I | %T3  | TL  | TLI | %TL  | RO  | RD  | RT   | AS  | RB  | TAP | BP  | FP  | PTS  |
| -- | ---------------- | ---- | -- | -- | ---- | --- | ---- | ---- | --- | --- | ---- | --- | --- | ---- | --- | --- | ---- | --- | --- | --- | --- | --- | ---- |
| 1  | Scott Skiles     | 28   | 78 | 78 | 39.6 | 5.3 | 11.4 | .467 | 1.0 | 3.0 | .340 | 3.7 | 4.2 | .892 | 0.7 | 3.1 | 3.7  | 9.4 | 1.1 | 0.0 | 3.4 | 3.1 | 15.4 |
| 2  | Shaquille O'Neal | 20   | 81 | 81 | 37.9 | 9.0 | 16.1 | .562 | 0.0 | 0.0 | .000 | 5.3 | 8.9 | .592 | 4.2 | 9.6 | 13.9 | 1.9 | 0.7 | 3.5 | 3.8 | 4.0 | 23.4 |
| 3  | Nick Anderson    | 25   | 79 | 76 | 37.0 | 7.5 | 16.8 | .449 | 1.1 | 3.2 | .353 | 3.8 | 5.1 | .741 | 1.5 | 4.5 | 6.0  | 3.4 | 1.6 | 0.7 | 2.1 | 2.5 | 19.9 |
| 4  | Dennis Scott     | 24   | 54 | 43 | 32.6 | 6.1 | 14.1 | .431 | 2.0 | 5.0 | .403 | 1.7 | 2.2 | .786 | 0.7 | 2.7 | 3.4  | 2.5 | 1.1 | 0.3 | 1.9 | 2.4 | 15.9 |
| 5  | Tom Tolbert      | 27   | 72 | 61 | 25.5 | 3.1 | 6.3  | .498 | 0.1 | 0.4 | .321 | 1.7 | 2.3 | .726 | 1.8 | 3.9 | 5.7  | 1.3 | 0.5 | 0.3 | 1.7 | 2.7 | 8.1  |
| 6  | Anthony Bowie    | 29   | 77 | 45 | 22.9 | 3.5 | 7.4  | .471 | 0.2 | 0.6 | .313 | 0.9 | 1.1 | .798 | 0.5 | 2.1 | 2.5  | 2.3 | 0.7 | 0.2 | 1.1 | 1.7 | 8.0  |
| 7  | Donald Royal     | 26   | 77 | 0  | 21.2 | 2.5 | 5.1  | .496 | 0.0 | 0.0 | .000 | 4.1 | 5.1 | .815 | 1.5 | 2.3 | 3.8  | 1.0 | 0.5 | 0.3 | 1.5 | 2.3 | 9.2  |
| 8  | Jeff Turner      | 30   | 75 | 20 | 19.7 | 3.1 | 5.8  | .529 | 0.1 | 0.2 | .588 | 0.7 | 0.9 | .800 | 1.0 | 2.4 | 3.4  | 1.4 | 0.3 | 0.1 | 0.9 | 2.6 | 7.0  |
| 9  | Terry Catledge   | 29   | 21 | 1  | 12.5 | 1.7 | 3.5  | .493 | 0.0 | 0.0 |      | 1.3 | 1.6 | .794 | 0.9 | 1.3 | 2.2  | 0.2 | 0.2 | 0.0 | 1.2 | 1.5 | 4.7  |
| 10 | Litterial Green  | 22   | 52 | 4  | 12.0 | 1.7 | 3.8  | .439 | 0.0 | 0.2 | .100 | 1.2 | 1.8 | .625 | 0.2 | 0.4 | 0.7  | 2.2 | 0.4 | 0.1 | 0.8 | 1.3 | 4.5  |
| 11 | Brian Williams   | 23   | 21 | 0  | 11.4 | 1.9 | 3.7  | .513 | 0.0 | 0.0 | .000 | 0.8 | 1.0 | .800 | 1.1 | 1.5 | 2.7  | 0.2 | 0.7 | 0.8 | 1.2 | 2.3 | 4.6  |
| 12 | Chris Corchiani  | 24   | 9  | 0  | 11.3 | 1.4 | 2.6  | .565 | 0.0 | 0.3 | .000 | 1.8 | 2.3 | .762 | 0.1 | 0.7 | 0.8  | 1.8 | 0.7 | 0.0 | 0.9 | 1.9 | 4.7  |
| 13 | Greg Kite        | 31   | 64 | 1  | 10.0 | 0.6 | 1.3  | .452 | 0.0 | 0.0 | .000 | 0.2 | 0.4 | .542 | 1.0 | 2.0 | 3.0  | 0.2 | 0.2 | 0.2 | 0.5 | 2.1 | 1.4  |
| 14 | Steve Kerr       | 27   | 47 | 0  | 9.4  | 1.0 | 2.4  | .429 | 0.1 | 0.5 | .250 | 0.4 | 0.5 | .909 | 0.1 | 0.7 | 0.8  | 1.3 | 0.2 | 0.0 | 0.5 | 0.7 | 2.6  |
| 15 | Lorenzo Williams | 23   | 3  | 0  | 3.3  | 0.0 | 0.7  | .000 | 0.0 | 0.0 |      | 0.0 | 0.0 |      | 0.3 | 0.3 | 0.7  | 0.0 | 0.3 | 0.3 | 0.0 | 0.7 | 0.0  |
| 16 | Howard Wright    | 25   | 4  | 0  | 2.5  | 1.0 | 1.3  | .800 | 0.0 | 0.0 |      | 0.0 | 0.5 | .000 | 0.3 | 0.3 | 0.5  | 0.0 | 0.0 | 0.0 | 0.0 | 0.0 | 2.0  |

## Galardones y récords
| Jugador          | Galardón                                                              |
| Shaquille O'Neal | Rookie del Año de la NBA Mejor quinteto de rookies de la NBA All-Star |